# Dodecosis saperdina
Dodecosis saperdina là một loài bọ cánh cứng trong họ Cerambycidae.